# (17590) 1995 CG
(17590) 1995 CG est un objet de la ceinture principale d'astéroïdes intérieure découvert en 1995.

## Description
(17590) 1995 CG a été découvert le 1er février 1995 à l'observatoire astronomique d'Ōizumi, situé à Ōizumi, dans la préfecture de Gunma, au Japon, par Takao Kobayashi.

### Caractéristiques orbitales
L'orbite de cet astéroïde est caractérisée par un demi-grand axe de 1,96 UA, un périhélie de 1,81 UA, une excentricité de 0,07 et une inclinaison de 24,49° par rapport à l'écliptique. Du fait de ces caractéristiques, à savoir un demi-grand axe inférieur à 2 UA et un périhélie supérieur à 1,666 UA, il est classé, selon la JPL Small-Body Database, objet de la ceinture principale d'astéroïdes intérieure.

### Caractéristiques physiques
(17590) 1995 CG a une magnitude absolue (H) de 14,7 et un albédo estimé à 0,448.